# Moskvitch 2141 Aleko
La Moskvitch 2141, vendue en Europe sous le nom d’Aleko - acronyme d'Avtomobil LEninskogo KOmsomola (en français : "Automobile des Jeunesses Leninistes") - est une automobile produite par le constructeur russe Moskvitch de 1986 à 2001, en différentes versions.

## Histoire

### Moskvitch réinvente la Simca 1307
Le démarrage du projet « 2141 » commence en 1976, alors que la Simca 1307 décroche le titre de « Voiture européenne de l’année ». Cette voiture plaît beaucoup au ministre soviétique chargé de l’industrie automobile, Viktor Poliakov. Celui-ci fait savoir aux dirigeants d’AZLK qu’ils doivent « s’en inspirer ».
Ainsi, le premier prototype n’est qu’une Simca, à moteur de 412 et équipée de trains roulants Moskvitch.
Par la suite, plusieurs 1307 sont amenées jusqu’à Moscou, où elles sont démontées et examinées. Si le modèle final copie furieusement la berline française, il ne partage aucune pièce avec elle et son architecture est bien moins moderne avec son moteur placé longitudinalement contrairement à celui de la Simca qui est monté transversalement, ce sera toutefois la première traction avant de Moskvitch.
La première Moskvitch 2141 sort des chaînes le 15 février 1986, soit 10 ans après la Simca. Deux moteurs sont disponibles, le 1500 repris de la 2140 et développant 70 ch, et le 1600 Lada de 78 ch. Ils sont tous les deux accouplés à une boîte 5.
La 2141 est présentée au Mondial de Paris en 1988, sous le nom d’Aleko. Sa commercialisation en France, par la société Poch, intervient en 1990. Elle est disponible en version S, de base, et SL, réservée au marché français car préparée par Poch, qui reçoit des enjoliveurs sport, un becquet arrière, une nouvelle calandre et des jupes latérales. L’Aleko est livrée de série avec le compte-tours et la peinture métallisée. Elle est disponible avec deux moteurs 1600, et recevra même un diesel 1753 cm³ en Allemagne, d’origine Ford.
Malgré les efforts du réseau, la Moskvitch a du mal à cacher ses matériaux peu flatteurs et sa finition légère : elle est retirée du catalogue français en 1993, après seulement 769 immatriculations.

### Une large gamme et une triste fin
Parallèlement aux activités européennes, la gamme continue de se développer en Russie. En 1990, arrive un pick-up (type 2335) et une fourgonnette, une trois volumes un peu plus tard (2142), et enfin un break en 1994 (type 2901) qui sera doublé d’une version ambulance.
En 1998, Moskvitch signe un accord avec Renault pour la livraison de moteurs 2.0L. La gamme est profondément remaniée la même année : La 5 portes prend le nom de « Sviatogor » (Святогор) en version normale, et de « Youri Dolgoruki » (Юрий Долгорукий) en version longue. Une 4 portes à empattement long fait son apparition : la « Knjaz Vladimir ».
En 1999, apparaît une berline se voulant luxueuse, équipée d'une calandre très baroque, sur la base de la 2142 : c’est la « Ivan Kalita », suivie par un étrange coupé, le Duet, disponible avec la calandre de la Kalita ou dans une version moins voyante.
Malgré tous ces efforts, la production est en chute libre. Il faut dire que la stratégie de Moskvitch est pour le moins curieuse : ces voitures moyennes qui se prennent pour des berlines et coupés de luxe n'arrivent pas à convaincre les acheteurs russes.
En 2001, l'entreprise est surendettée, la fabrication doit être stoppée, et Moskvitch est placé en liquidation judiciaire.
L’usine moscovite du constructeur est aujourd’hui inutilisable, une partie du matériel a été volée, et les bâtiments tombent en ruine.

## Galerie

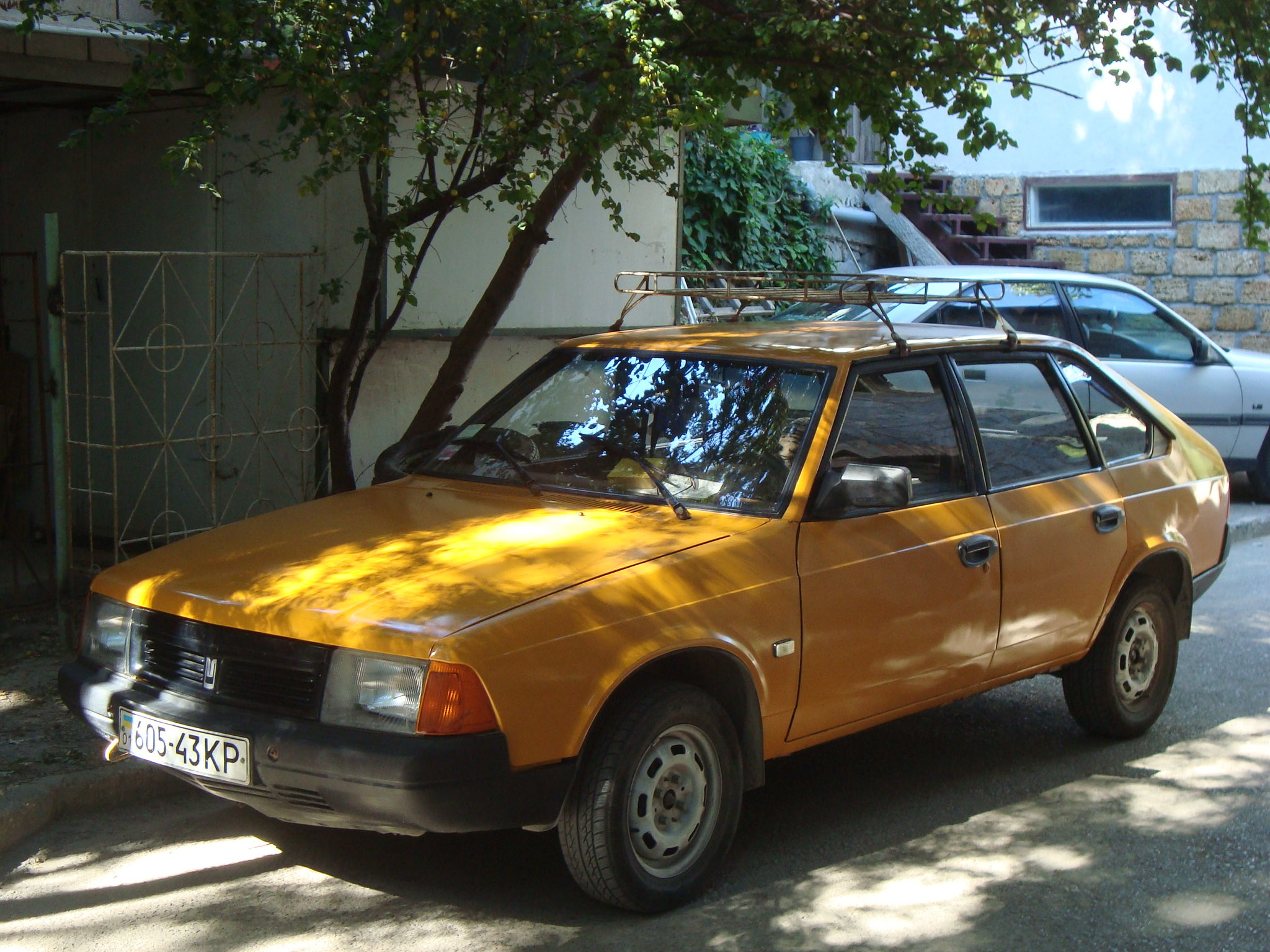
Moskvitch 2141 Aleko
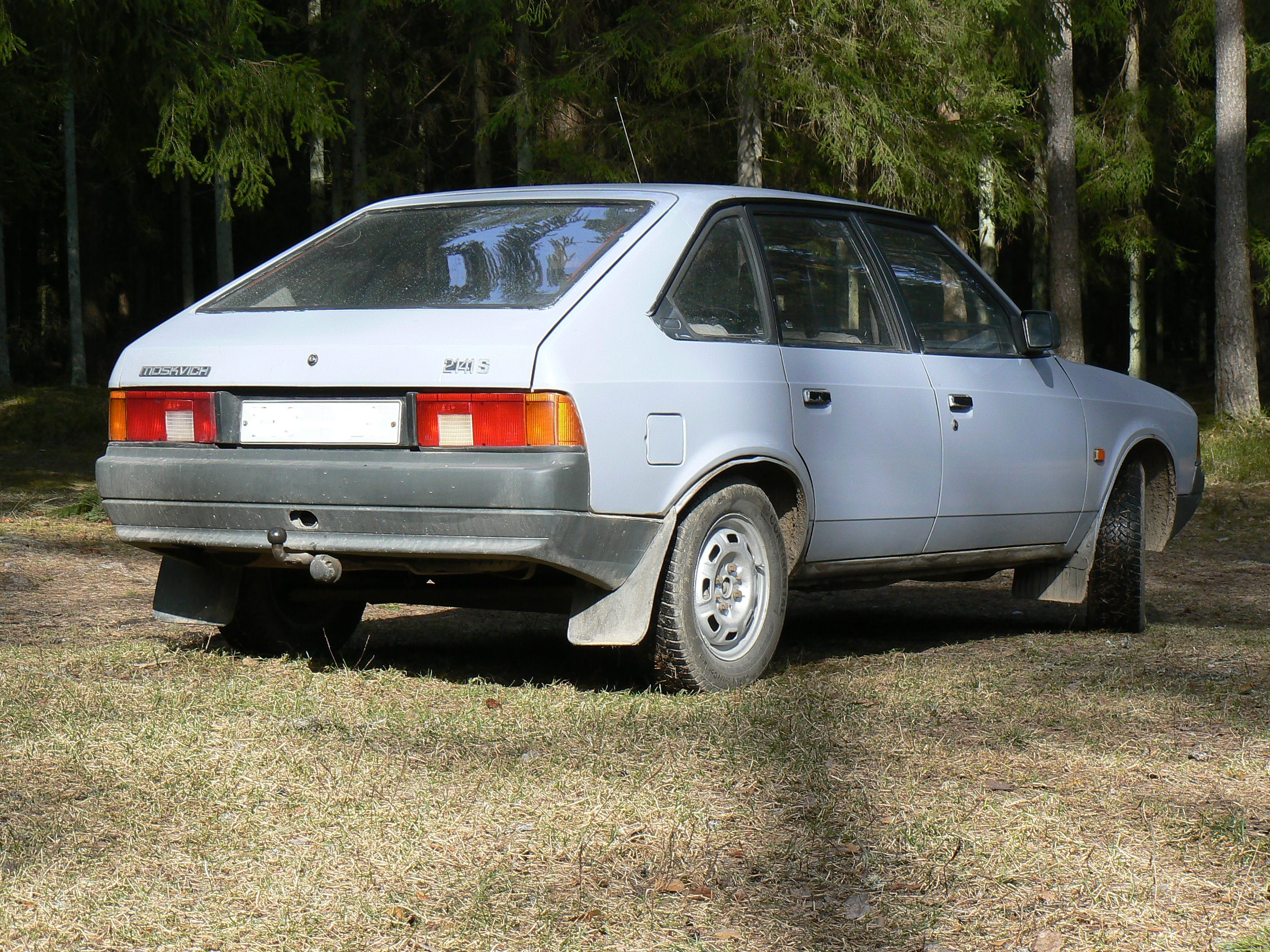
Moskvitch 2141S Aleko
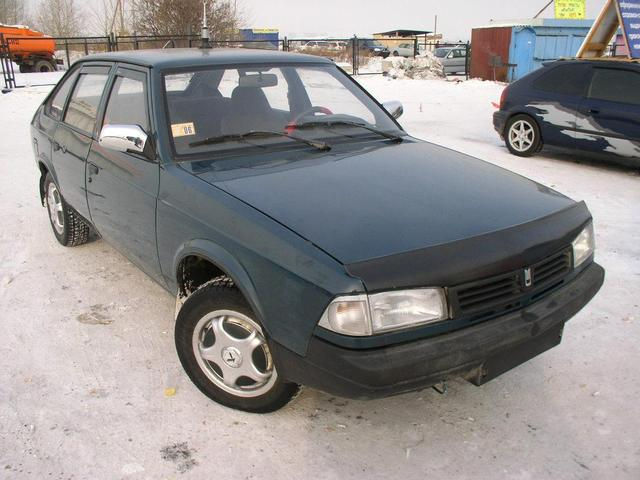
Moskvitch 2141 Sviatogor
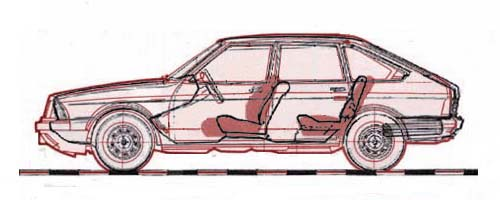
Comparaison entre l'Aleko et la Simca 1307

## Sources
- Bernard Vermeylen, Voitures des pays de l'Est, Boulogne-Billancourt, ETAI, 2008, 239 p. (ISBN 9782726888087, OCLC 470767381)